# Tabu pokarmowe w hinduizmie
Tabu pokarmowe w hinduizmie – współczesne tabu pokarmowe o podłożu religijnym. Istniejący wśród hindusów świadomy zakaz spożywania pokarmów, które są jadalne z punktu widzenia fizjologii trawienia.

## Mięso

### Wołowina
Jednym z najbardziej znanych zakazów pokarmowych jest hinduistyczne tabu zabijania bydła domowego i spożywania produktów z niego. Przede wszystkim krowy dojne są uważane za święte i nietykalne. Krowa jest dla hinduistów ucieleśnieniem bogini Prythiwi, Matki Ziemi. Poza tym, według hinduskiej legendy sam Kryszna, inkarnacja boga Wisznu, dorastał w rodzinie pasterza bydła, dlatego jest przedstawiany na wizerunkach często jako pasterz z krową. Byk o nazwie Nandi jest zwierzęciem towarzyszącym bogu Śiwa. Dla niektórych hinduistów inkarnowanie jako krowa oznacza osiągnięcie poziomu stojącego bezpośrednio poniżej poziomu człowieka, który jest szczytem reinkarnacji. Dusza człowieka który zabije krowę, powraca na najniższy z 87 poziomów reinkarnacji. Również mleko krowie i odchody uważane są za święte. W większości indyjskich krajów i terytoriów związkowych zabijanie bydła jest zabronione prawem albo pozwala się na to tylko wyjątkowo. Jednolitego prawa obowiązującego w całych Indiach jednak nie ma.
Zachowała się wypowiedź Mahatmy Gandhiego: Podstawową zasadą hinduizmu jest ochrona krów. Ochrona krów to dla mnie jedno z najwspanialszych zjawisk w ludzkiej ewolucji. (...) Ochrona krów to dar hinduizmu dla świata. Hinduizm będzie żył tak długo, dopóki będą żyć hinduiści chroniący krowy. Kult krów wśród hinduistów jest jednak zakorzeniony w różnym stopniu. Podczas gdy wielu z nich, przede wszystkim na północy Indii, ma bardzo emocjonalny stosunek do tych zwierząt, w południowym regionie Kerala nie toleruje się jedynie ich zabijania, ale sprzedaje starsze zwierzęta chrześcijańskim albo islamskim rzeźnikom. Krowie mięso jest tam nawet jedzone. Z 450 kast, które oficjalnie istnieją w Indiach, 117 ma zezwolenie na spożywanie wołowiny. Z powodów finansowych kasty te mogą pozwolić sobie jedynie na wołowinę ze zwierząt padłych. Dla większości hinduistów wołowina jest jednak tabu. Słabe i mało produktywne krowy trzyma się najczęściej nadal w stodole i karmi się do ich śmierci; czasami oddaje się je do specjalnych schronisk. Według Harrisa, liczba takich "domów starców" dla bydła wynosiła w Indiach w latach 80. XX wieku ok. 3 tys., a żyło w nich ok. 580 tys. zwierząt. Najwięcej z nich należało do zwolenników dżinizmu.

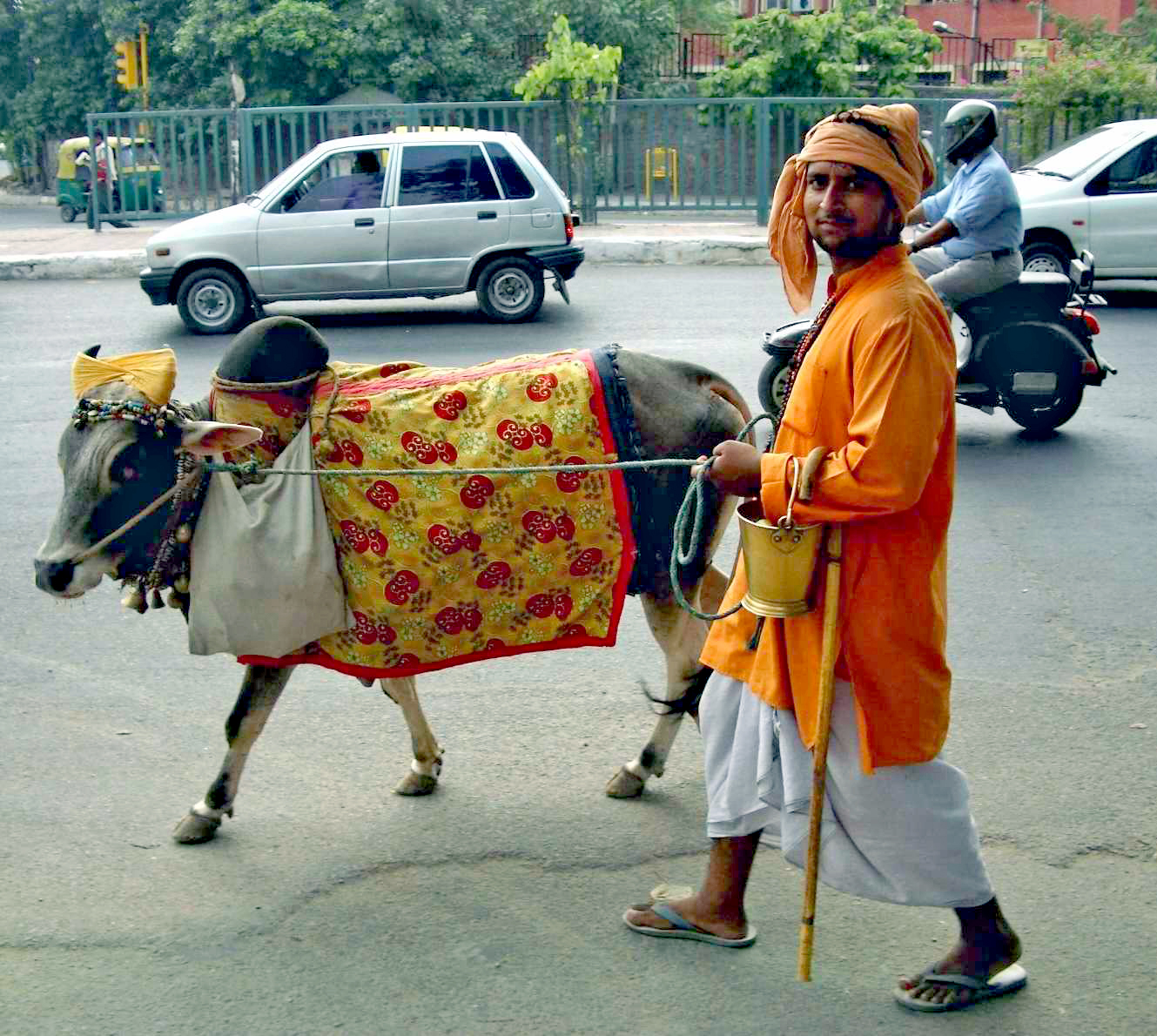
Krowa na ulicy w Delhi

Hinduiści najczęściej wierzą w to, że mieszkańcy Indii już w starożytności święcili i zasadniczo nie ubijali bydła – spożywanie wołowiny mieli rozpowszechnić w kraju dopiero muzułmanie. Nie potwierdzają tego jednak źródła historyczne.
W okresie od roku 1800 do 800 p.n.e. w północnych Indiach żyły indoaryjskie plemiona koczownicze, związane z kulturą wedyjską. Jak wykazują analizy staroindyjskich źródeł, spożywały one wołowinę, ofiarowywały również bydło w ramach rytuałów religijnych. Po ubiciu zwierzęta ofiarne były rozdawane między świty kapłanów i wojowników. Bydło było w okresie wedyjskim nie tylko jednym z najważniejszych zwierząt ofiarnych, ale było też chętnie spożywane na co dzień i to w dużych ilościach, jak na to wskazują liczne teksty. W czasach władcy Aśoki w połowie III stulecia przed naszą erą tabu ubijania bydła jeszcze nie było. Bramini spożywali wołowinę, a gości podejmowano potrawami z tego mięsa.
Z czasem wołowina stała się tabu dla wszystkich hinduistów, podczas gdy produkty krowie ogłoszone zostały świętymi, czystymi i oczyszczającymi. W okresie wedyjskim istniały już cztery kasty: kapłańska kasta braminów, kasta wojowników, kasta chłopów i rzemieślników oraz kasta sług. Gdy populacja zaczęła się zwiększać, wzrosło zapotrzebowanie na ziemię orną, co zmniejszyło liczbę pastwisk, a co za tym idzie bydła. W związku z tym wołowiną mogły odżywiać się wkrótce już tylko kasty uprzywilejowane. Około roku 600 p.n.e. doszło w okresie wojen i powodzi do klęsk głodu. W tym samym czasie powstał buddyzm jako religia konkurencyjna, potępiająca ofiary zwierzęce i zabijanie zwierząt w ogóle.
Według Harrisa, wynikiem tej konkurencji było powstanie w Indiach tabu pokarmowego obejmującego bydło: Przez 900 lat buddyzm i hinduizm walczyły ze sobą o żołądki i głowy mieszkańców Indii. Na koniec hinduizm rozstrzygnął walkę na swoją korzyść, ale dopiero po tym jak bramini zrezygnowali z kultu ofiary zwierzęcej, Rygwedy, przejęli zasadę zakazu ubijania i stworzyli sobie reputację strażników, a nie ubijających bydło. [...] Zamiast mięsa, mleko stało się najważniejszym rytualnym pożywieniem hinduizmu [...]. Gdyby negatywne tabu zostało nałożone na bydło całkowicie, oznaczałoby to koniec chowu bydła, gdyż "nieczyste" zwierzęta nie są trzymane przez wierzących. W życiu chłopów bydło odgrywa jednak nadal ważną rolę, z której nie mogą oni zrezygnować, gdyż służy im jako zwierzę pociągowe na polu, dostarcza mleko, a odchody są używane jako nawóz albo opał. Poza tym posiadanie przynajmniej jednej krowy uprawnia wielu chłopów małorolnych do posiadania małego kawałka ziemi. Według Harrisa, jest to prawdziwa przyczyna powstania tabu świętej krowy. Nie ma ona nic wspólnego z religią, lecz jest związana z ekonomią.
Według koncepcji społeczno-kulturowej, tabu świętej krowy służy umocnieniu własnej świadomości hinduistów i odgraniczeniu się od innych grup takich jak np. chrześcijanie czy muzułmanie. Odnosząc się do powstania tabu spożywania wołowiny, koncepcja ta wyjaśnia dalsze trwanie tego tabu.

### Konina
Również konina objęta jest zakazem spożywania. Koń w czasach wedyjskich zarezerwowany był dla władców. Jako święte zwierzę składano go w ofiarach podczas niektórych ceremonii wedyjskich. Do czasów n.e. nie był wykorzystywany nawet jako zwierzę pociągowe ani podczas walki. W późniejszym okresie, szacunek dla konia powiązano z awatarem Kalkinem oraz bóstwami jaksza
i kinnara.

### Mięso innych zwierząt
Chiński mnich Faxian (V w.), podaje w swoich notatkach z podróży do Indii, że członkowie wyższych kast nie spożywają mięsa. Prawdopodobnie jest to związane z doktryną ahinsy, która pojawia się już w upaniszadach, a dodatkowo zostaje wzmocniona przez buddyzm i dźinizm. Ważnym momentem dla krystalizowania się idei wegetarianizmu była działalność cesarza Aśoki.
Najwcześniejszym zachowanym tekstem stanowczo występującym przeciwko "grzechowi mięsożerstwa" jest Manusmryti. Zakaz spożywanie mięsa obowiązuje obecnie braminów. Wyjątkiem są bramini kaszmirscy, którym wolno spożywać baraninę, ale już nie np. kurczaki. Zwyczaj niejedzenia mięsa przejęli też członkowie innych kast. Wegetarianizm zdecydowanie dominuje w tych rejonach Indii, gdzie wpływy muzułmańskie były najsłabsze (wschodnia i południowa część kraju).

### Ryby
Zakaz spożywania ryb, również wynikający z zasady ahinsy, dotyczy braminów z wyjątkiem braminów keralskich i bengalskich, gdzie ryby stanowią podstawę pożywienia.

## Warzywa

### Cebula i czosnek
Zakaz spożywania przestrzegany wyłącznie przez najbardziej ortodoksyjnych braminów. Prawdopodobnie związany z ideami ajurwedy, zalecającej spożywanie pokarmów sattwicznych, natomiast ich części podziemne mają charakter tamasowy.

### Pomidory i ziemniaki
Zakaz, który pojawił się po sprowadzeniu do Indii tych owoców i warzyw, jest przestrzegany przez stosunkowo niewielką grupę najbardziej konserwatywnych osób, unikających nowych i obcych produktów.

## Grzyby
Praktycznie nieużywane w kuchni indyjskiej ze względu na wybitnie tamasowy charakter (klasyfikacja pożywienia w ajurwedzie).

## Napoje

### Napoje alkoholowe
W starożytności zakaz picia alkoholu dotyczył głównie braminów, wytwarzano wówczas wiele różnych rodzajów napojów wyskokowych. Arthaśastra koncentruje się głównie na kontroli produkcji i handlu alkoholem. W nowożytnym hinduizmie picie napojów alkoholowych stanowi istotne tabu dla większości społeczeństwa. W przypadku ortodoksyjnych braminów jest to poważny występek.
Piją obecnie w większości osoby z niskich kast i ulegające wpływom zachodnim.

### Kawa
Wyznawcy wisznuizmu gaudija generalnie stronią od kofeiny jako substancji mającej zaciemniać umysł i zbytnio stymulować zmysły. Aby przejść inicjację i otrzymać przewodnictwo guru, osoba musi wstrzymywać się od spożycia kofeiny (tak jak alkoholu, nikotyny czy innych używek) co najmniej przez roczny okres.

## Tabu związane z kastą
Ogólnie rzecz biorąc, obowiązuje zasada, że nie wolno przyjmować od osoby z kasty niższej niż własna wody oraz pożywienia, które poddano obróbce termicznej. Z tego względu bardzo często kucharzami są bramini.